# モロコシ

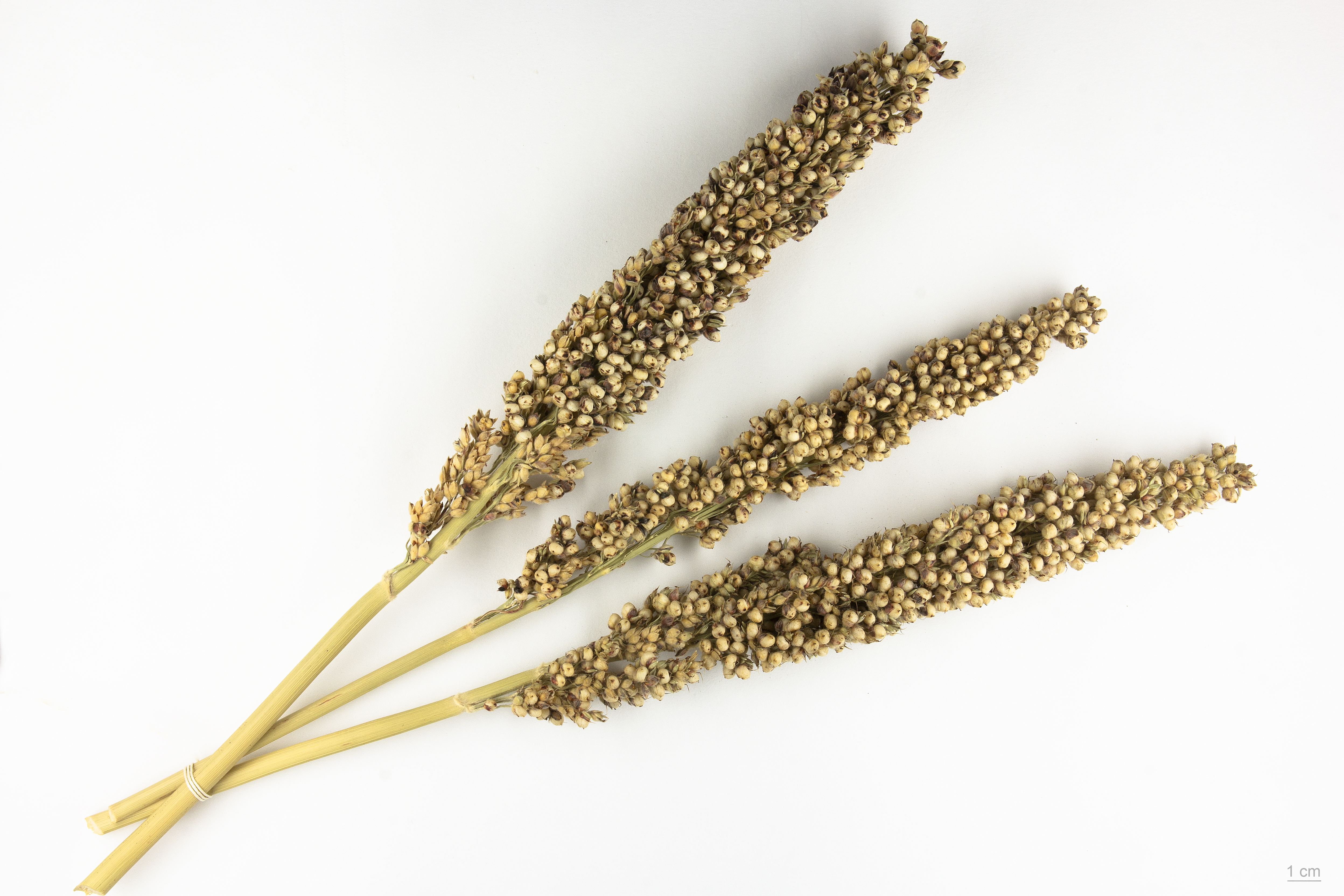
Sorghum bicolor Moderne

モロコシ（蜀黍、唐黍、学名 Sorghum bicolor）は、イネ科の一年草のC4植物・穀物。タカキビ（高黍）とも呼ぶ。外来語呼称にはコーリャン（中: 高粱, gāoliángから）、ソルガム（英: sorghum）、ソルゴー（伊: sorgo）がある。沖縄ではトーナチンと呼ばれる。
熱帯、亜熱帯の作物で乾燥に強く、イネ（稲）やコムギ（小麦）などが育たない地域でも成長する。食用をはじめ飼料、醸造、精糖、デンプンやアルコールなどの工業用など非常に用途が広く、穀物としての生産量ではコムギ、イネ、トウモロコシ、オオムギ（大麦）に次いで世界第5位である。
同じくイネ科の穀物であり名称が似ているトウモロコシとしばしば混同されるが、モロコシはモロコシ属、トウモロコシはトウモロコシ属に分類されているように、属レベルで異なるまったく別の植物である。また、「タカキビ」との別名があるとおりキビとも混同されやすいが、キビはキビ属であり、これも属レベルで異なる。

## 特徴
野生や従来の栽培種では全長3メートル以上にも達するが、この高さでは機械での収穫に支障をきたすことや倒伏しやすいことから、アメリカ合衆国を中心に全長を低くする品種改良が行なわれ、現在では1.5メートル程度にまで低くなった品種も主力の一つとなっている。葉も長さ1メートル以上で幅10センチメートル程度になり、茎は太さ3センチメートル程度で芯の詰まったものとなっている。夏になると茎の先端に穂が出る。穂は節が10程あり（節は必ずしも明瞭ではないが、複数の穂枝が出ていることから逆に見分けられる）、各節より6本程度の枝が放射状に出ている。各枝は更に数十に枝分かれしており、最終的には一つの穂で3,000程の小さな穂を付ける。なお、実の千粒重は25グラム程度。その色は紫や赤に近い。
作物としては根が深く、吸水能力が非常に高いため主要穀物の中では最も乾燥に強い穀物である。吸肥性も同様の理由で高い。その割には湿潤にもよく耐え、日本のような多湿地域でも栽培が可能である。ただし、湛水中の水田などの沼地では栽培はできない。連作は可能であるが、可能であるだけで地力は落ちるので輪作が行われることが多い。栽培期間は、一般に早生が70日から80日程度、晩生で150日から160日程度で収穫となる。日本の山間部においては日照時間や農業に適した期間の短さなどから極早生が好まれる傾向にあり、岐阜県の飛騨地方山間部における調査では播種から2か月少々（70日程度）で収穫が行われていた。

## 品種と改良
モロコシは、ビコロ、ギニア、カウダツム、カフィア、デュラの5つの基本種と10の中間種に分類されている。品種としての分類のほか、用途によって大きく穀物用モロコシ（グレイン・ソルガム）、糯モロコシ、飼料用モロコシ（グラス・ソルガム）、糖蜜用モロコシ（スイート・ソルガム、ソルゴー、サトウモロコシ）、箒用モロコシ（ブルーム・ソルガム）の5つの品種群に大別される。グレイン・ソルガムはさらにマイロ群やカフィア群などの群に分類されている。モロコシには爆ぜるタイプの、いわゆるポップ・ソルガムも存在する。
モロコシは種間の交雑が起こりやすいため新品種の育成が行いやすく、原産地であるアフリカには野生や栽培、半野生や原種など様々な種類の種があり、さらにその中でも用途別・環境別にやや分化した多くの品種が存在する。20世紀に入ると近代的な品種改良がアメリカにおいて行われるようになり、さまざまな特性を持つ交雑種が育成され、さらに一代雑種が主流化するなかで、収量や病虫害・倒伏耐性などが大きく向上した。しかしこれらの改良は主にアメリカなどで栽培される飼料用や糖蜜用のモロコシに限られており、インドやアフリカで栽培される主穀用のモロコシの改良は必ずしも進んでいない。

## 原産と伝播
原産地は熱帯アフリカで、エチオピアを原産地とする仮説が有力である。エジプトでは紀元前3世紀頃には栽培されていた。早い時期に西アフリカ、北アフリカ、インドへ伝播し、のちに中国、東南アジアにも伝播して栽培種となった。中国に入った時期は諸説紛々として不明だが、DNAの分布からは950年頃と考えられている。古くは「蜀黍」（しょくしょ）と呼ばれたが、現代の中国名は「高粱」（こうりゃん、カオリャン）である。伝播以前の文献にも蜀黍の名は見られるが、別の穀物を指したらしい。18世紀には新大陸にも伝播し、1853年にはアメリカ合衆国で栽培が開始された。
日本には室町時代に中国を経由して伝来した。五穀（キビ）の一種としてモロコシ、タカキビ（高黍）という名前での食用栽培のほか、サトウモロコシ、トウキビ、ロゾク（蘆粟）という名で、糖汁採取目的の栽培も行われてきた。

## 生産

### 世界
| モロコシ世界生産量（2008/09年） | モロコシ世界生産量（2008/09年） | モロコシ世界生産量（2008/09年） | モロコシ世界生産量（2008/09年） |
| 順位                            | 国名                            | 生産量 (千トン)                 | 割合                            |
| ------------------------------- | ------------------------------- | ------------------------------- | ------------------------------- |
| 1                               | アメリカ合衆国                  | 11,998                          | 19.22 %                         |
| 2                               | ナイジェリア                    | 11,000                          | 17.63 %                         |
| 3                               | インド                          | 7,240                           | 11.60 %                         |
| 4                               | メキシコ                        | 6,300                           | 10.09 %                         |
| 5                               | スーダン                        | 4,700                           | 7.53 %                          |
| 6                               | エチオピア                      | 2,619                           | 4.20 %                          |
| 7                               | オーストラリア                  | 2,400                           | 3.85 %                          |
| 8                               | アルゼンチン                    | 2,300                           | 3.69 %                          |
| 9                               | ブラジル                        | 2,000                           | 3.20 %                          |
| 10                              | ブルキナファソ                  | 1,800                           | 2.88 %                          |
| 11                              | 中国                            | 1,800                           | 2.88 %                          |
| 12                              | ニジェール                      | 1,000                           | 1.60 %                          |
| 13                              | エジプト                        | 900                             | 1.44 %                          |
| 14                              | タンザニア                      | 900                             | 1.44 %                          |
| 15                              | ヨーロッパ連合                  | 521                             | 0.83 %                          |
|                                 | その他                          | 4,932                           | 7.90 %                          |
|                                 | 世界総生産量                    | 62,410                          | 100.00 %                        |

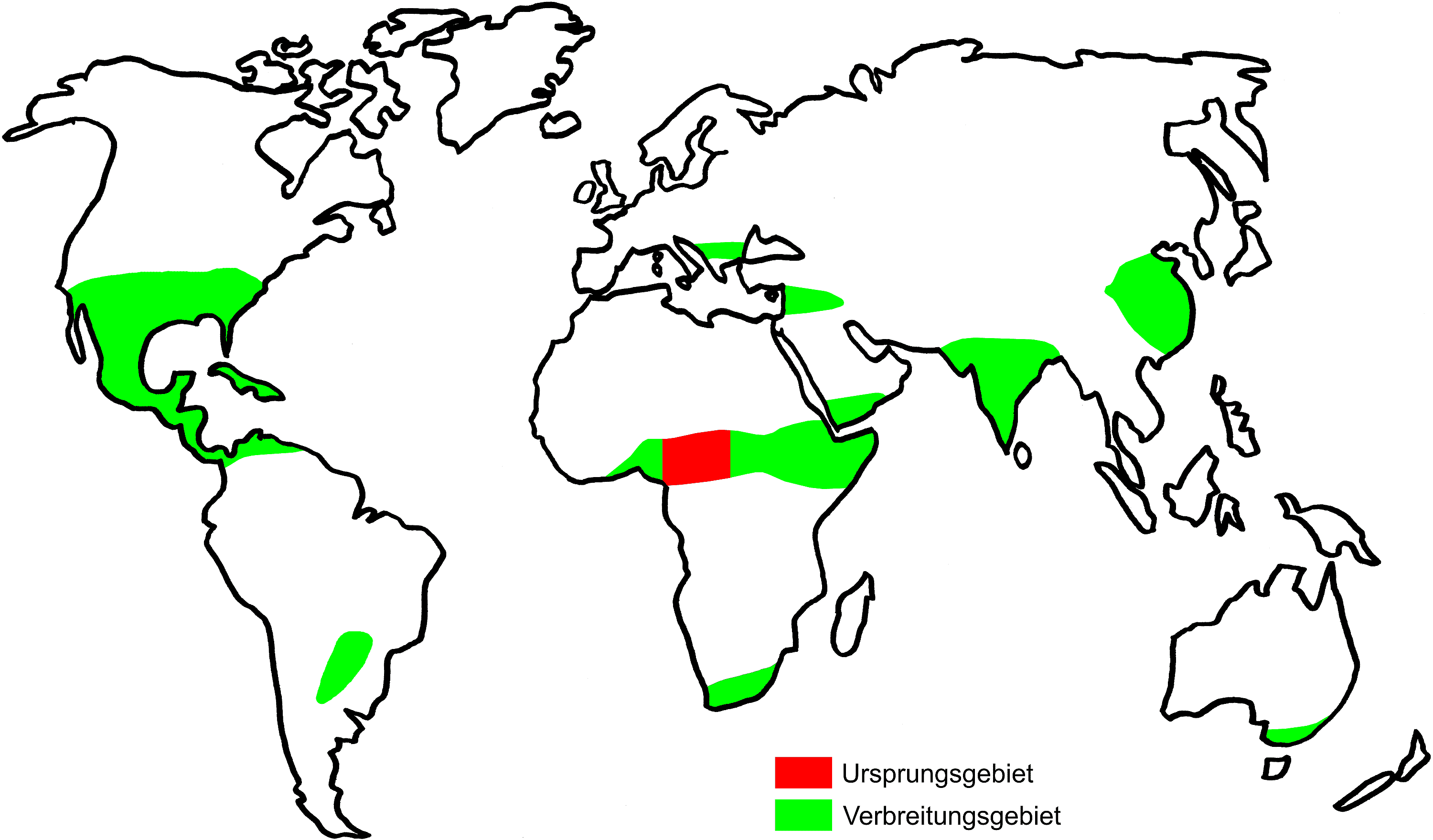
世界のモロコシ生産地域。赤が原産地、緑が主要生産地域。

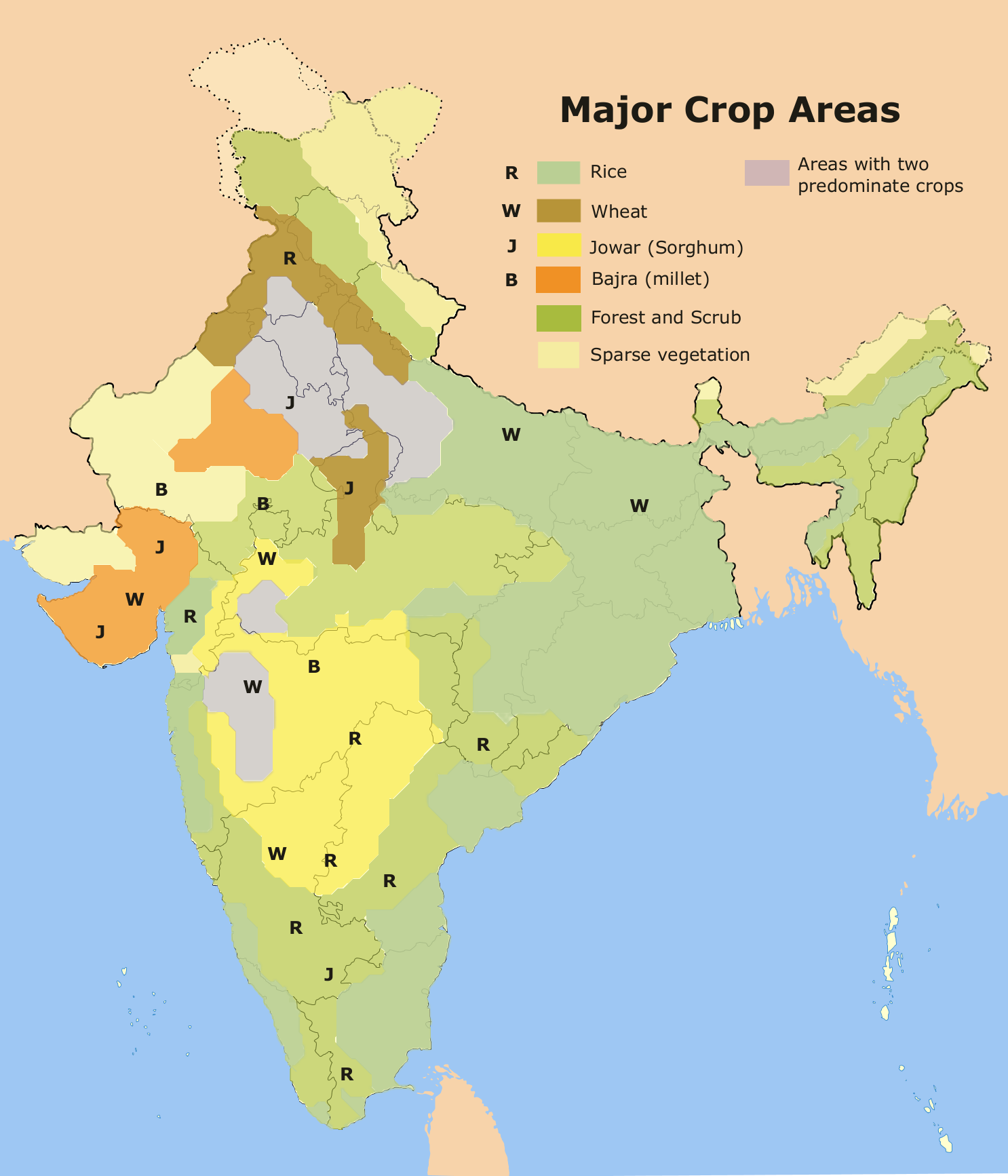
インドの穀物生産図。中央部の黄色がジョワール（モロコシ）を主に栽培する地域。

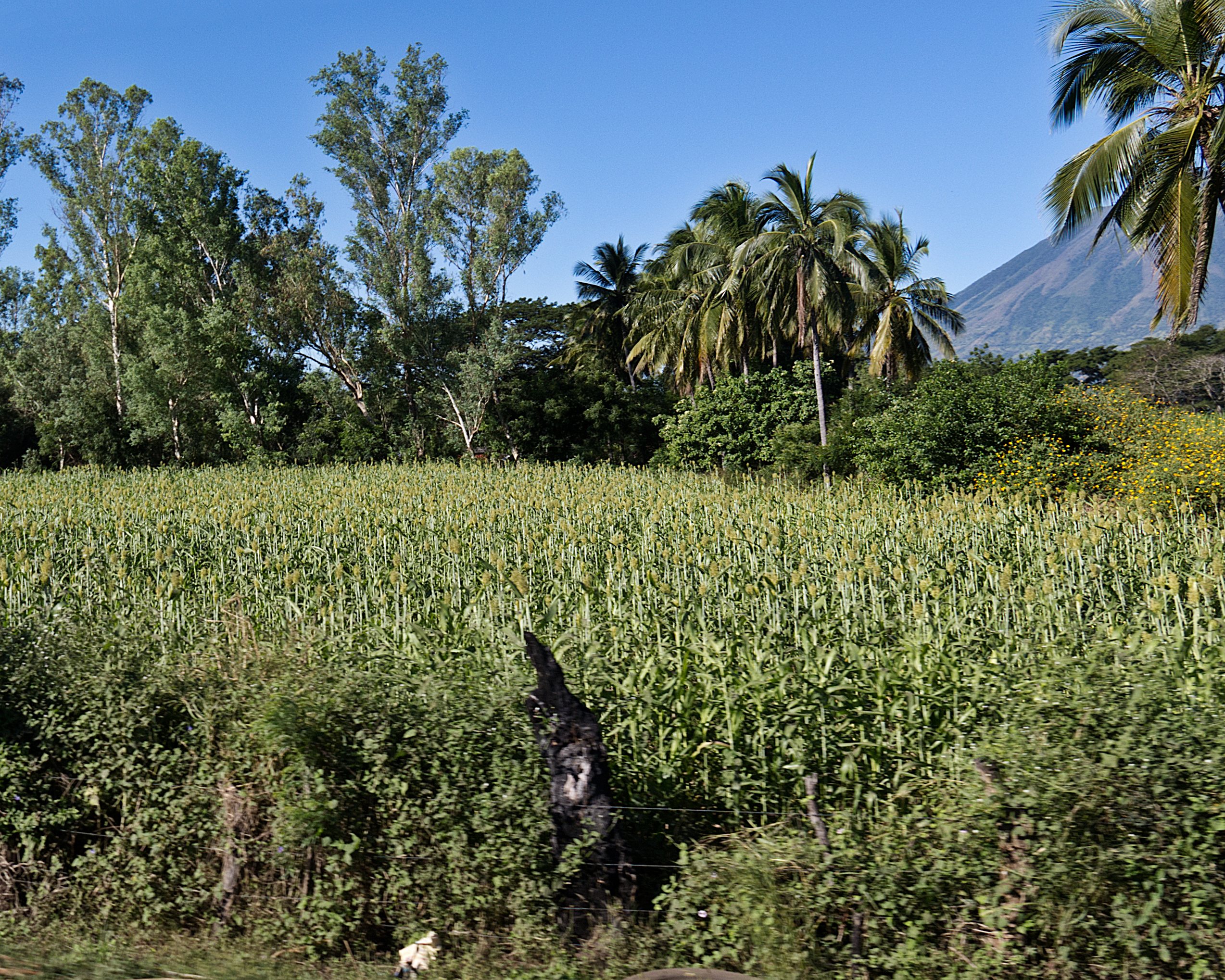
エルサルバドルのモロコシ畑

モロコシはモロコシ属の中で最も広く栽培される種であり、小麦、稲、トウモロコシ、大麦についで世界で5番目に多く栽培される穀物となっている。アフリカ、中国、インドなどの一部地域ではモロコシは重要な穀類として栽培されている。生産量は1960年代に3,000万トン台だったが、1980年代には7,000万トン台にまで生産が拡大した。その後、2000年代には6,000万トン台にまで下がってきている。多くの種が耐乾燥性、耐熱性を持っており、特にサヘルでは重要な作物となっている。ただ、全般としてはやはり乾燥地においてほかの穀物の栽培できないところで栽培されることが多いため、反収はイネ、コムギ、トウモロコシの三大穀物に比べて低い。モロコシの大生産国のうち、アメリカ合衆国やオーストラリアやアルゼンチンでは飼料用生産がほとんどである。

### アメリカ

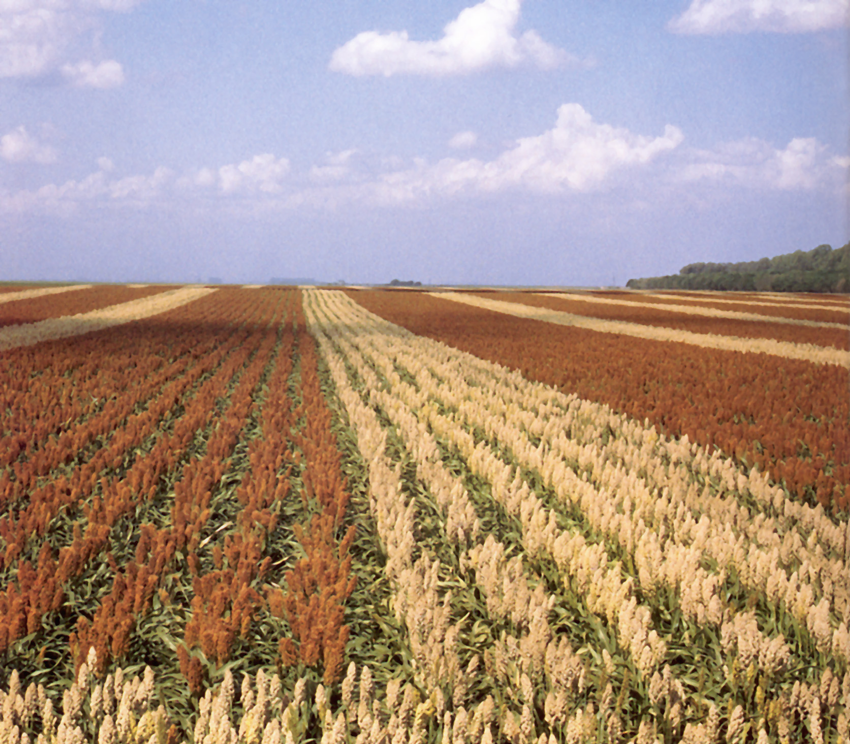
ハイブリッド・ソルガムの畑

アメリカ合衆国には、1853年にフランスから持ち込まれ、アメリカ合衆国南部やグレートプレーンズを中心に広まっていった。19世紀後半から20世紀前半にかけてはアフリカなど世界各地から優良品種がアメリカに持ち込まれ、また20世紀に入ってからはこれらの移入品種との掛け合わせや、優良品種の選抜によって近代的な育種が進められるようになった。
特にアメリカで栽培される飼料用モロコシにおいては、1957年に一代雑種のハイブリッド品種が初めて開発され、7年後の1963年までにはほぼ全量が新品種に切り替わるなど品種改良が盛んに行われ、この7年間で収量が倍増している。この改良はトウモロコシの品種改良を参考として行われ、同時期の緑の革命の成果を多く取り入れて改良が進んだ。多収量化だけでなく、この時期には短稈化も行われ、アメリカの主要品種の高さは1.5メートルほどにまで短くなっており、コンバインなどによる収穫機械化に適応した形となっている。このため、これ以降もモロコシの反収は増大を続け、1950年の1ヘクタール当たり1,257キログラムから、1998年には1ヘクタール当たり4,245キログラムと、約3.5倍にまで伸びている。アメリカは世界最大のモロコシ生産国であるが、利用はほぼ全量飼料または製糖用としてのものである。

### アフリカ

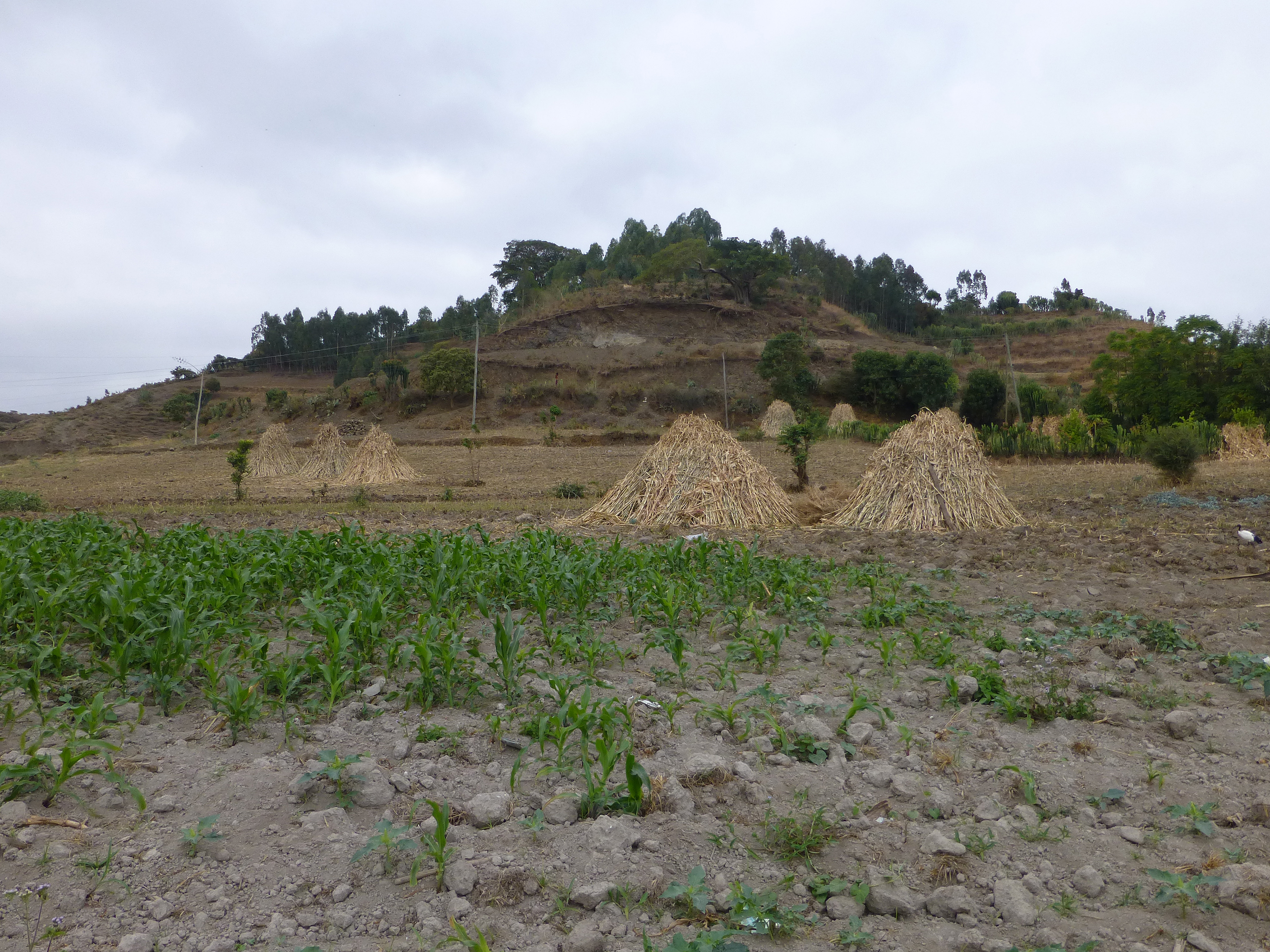
エチオピアのアムハラ州ヘイック湖付近のモロコシ畑

アフリカでは、サヘル地帯などの乾燥した地域において盛んに栽培されている。やや湿潤な地域においては、かつてはソルガムが栽培されていたものの、現在ではより湿潤に適したトウモロコシなどの栽培が盛んになっている。また、極度に降水の少ない地域ではより乾燥に強いトウジンビエが主な穀物となっている。一方で、モロコシはアフリカで最も古くから、最も大規模に栽培されてきた穀物であり、トウモロコシやコメが伝来してくるまではアフリカ大陸の主穀であったため、栽培種の分化も進んでおり、2,000メートル以上の雨の多い高地に適応した品種も存在する。
モロコシを主に主穀として栽培している国はモーリタニア、マリ、ブルキナファソ、ナイジェリア、ニジェール、チャド、スーダンといったサハラ南縁のサヘル地帯の国々である。特にブルキナファソとスーダンにおいては一人当たり食糧生産量はソルガムが最も多く、最重要の穀物となっている。またこれ以外の地域においても、乾燥地域を中心に熱帯雨林を除くブラックアフリカのほぼ全土で栽培されており、アフリカにおける最重要穀物の一つである。2000年のブラックアフリカの作物の収穫面積のうちソルガムは13.0%を占めるが、これはトウモロコシと同率1位であり、アフリカで最も広く栽培される作物となっている。一方で土地生産性は非常に低く、1997年のソルガムの土地生産性は世界平均が1ヘクタール当たり1,414キログラムであるのに対し、アフリカ平均は788キログラムで、世界平均よりも79%も収量が少ない。主穀用ソルガム自体が収量の改善はさほど進んでいないうえ、サブサハラ・アフリカにおけるソルガムの土地生産性は1961年以来ほぼ改善が見られず、50年以上ほぼ横ばいのままである。これは肥料の投入が農地に行われないなど、緑の革命がソルガムに限らず、コメやコムギなど全穀物においてブラックアフリカ全域では進んでいないためである。主食用モロコシにおいてはコメやコムギと違って品種改良が進んでいないうえ、もともとそれらの栽培できない乾燥地の農地での栽培が主となっているため、ブラックアフリカ内ですらコメやコムギ、トウモロコシよりも反収が低く、ほぼ半分かそれ以下にとどまっている。
一方でモロコシの耕地面積はブラックアフリカにおいて1980年代以降急速に拡大し、1980年から2010年までの30年間でブラックアフリカのモロコシ栽培面積は76％も増大している。これは、反収の貧弱さを耕地面積の拡大で補ったことを意味している。このため、ブラックアフリカのモロコシ生産は1961年の1,000万トン程度から、2000年代後半には2,500万トン程度まで拡大した。しかしこの生産の増大は土地生産性の改善を伴わなかったため、ひとりあたりのソルガム生産量は低下を続け、1970年に比べ2010年のブラックアフリカからのモロコシ輸出は-1.4％となり、生産増大にもかかわらず輸出は減少してしまっている。逆にブラックアフリカのモロコシ輸入は急増し、2010年にはモロコシの世界輸入量の14％がブラックアフリカ諸国の輸入で占められることとなり、しかもこの割合は増加の一途をたどっている。こうして、ブラックアフリカのモロコシは社会で重要な地位を占めるのにもかかわらず生産はアフリカ諸国の人口の急速な増大に追いつくことができず、これらの地域の食糧不足を招き、経済成長のネックとなっている。
近代的な育種や品種改良が行なわれていない一方で、アフリカはソルガムの原産地であり栽培には長い伝統を持っており、また重要性も他地域に比べて非常に高いため、非常に多種に及ぶ伝統品種が存在し、維持され続けている。

### その他諸国
また、インドにおいてもモロコシは古くから栽培されている重要な穀物である。インドは雑穀栽培が重要な地位を占める国であるが、そのなかでもモロコシの占める割合は大きい。インドでのモロコシはジョワールと呼ばれ、カリーフ期と呼ばれる雨季にもラビー期と呼ばれる乾季にも栽培される。ラビー期のモロコシの栽培地域は、ボンベイの東に広がるデカン高原地域が主であり、プネーからマハーラーシュトラ州内陸部、カルナータカ州北部、アーンドラ・プラデーシュ州南部にかけて広がっている。

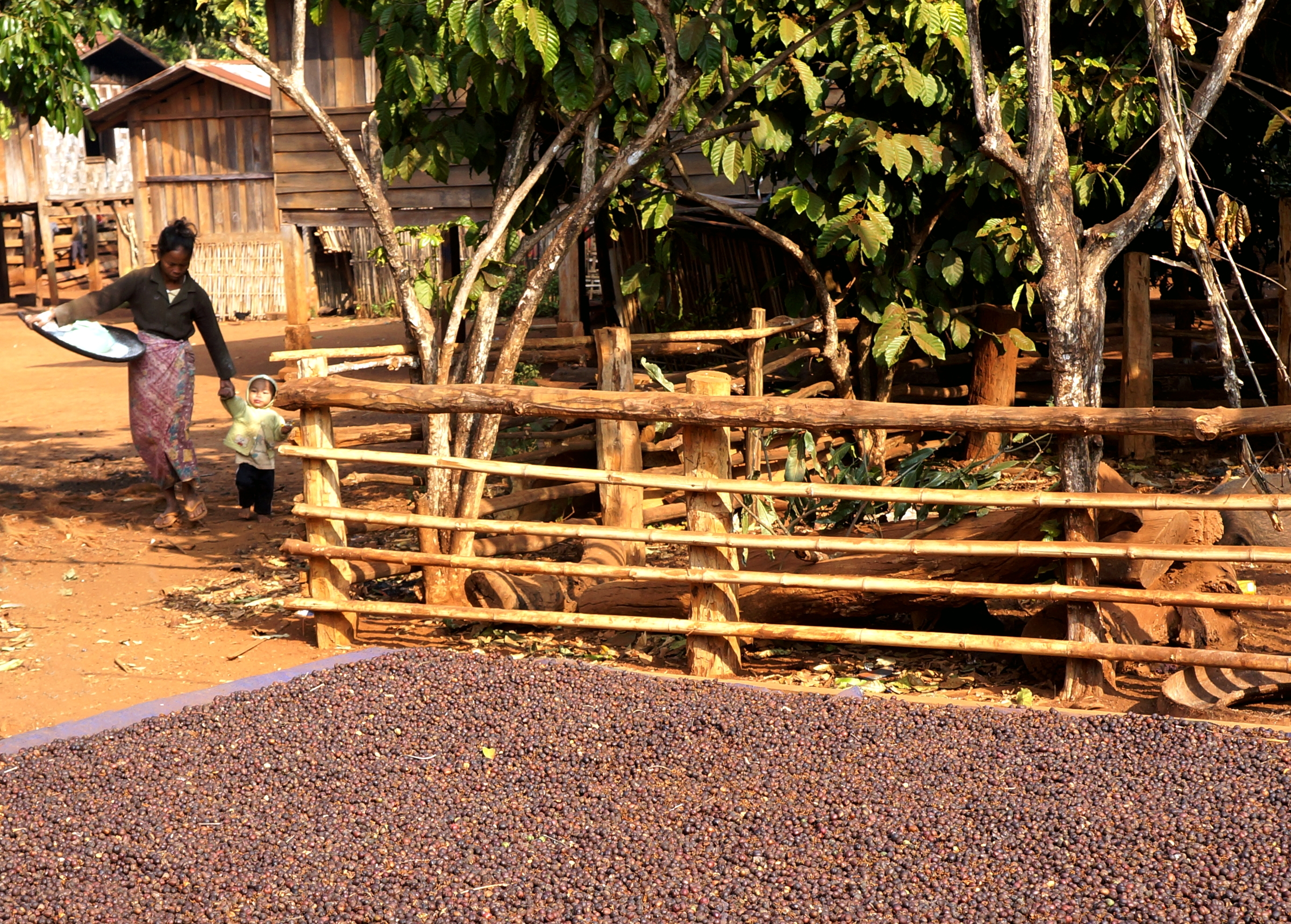
ラオスのボーラウェン高原におけるソルガムの乾燥作業

また熱帯地域の多くでも重要な穀物の一つである。アフリカ、中央アメリカ、南アジアなどで盛んに栽培される。現代中国での生産量は全世界での割合的には多くないが、特に東北部において盛んに栽培される。近代日本の中国大陸進出の重点となった中国東北部についてのリポートや作品等にもコーリャンに関する言及がある。

### 日本
日本においては、かつては山間部においてご飯に混ぜる主食用として栽培されており、第二次世界大戦後の食糧難の時代には一時栽培が拡大したものの、すぐにコメの生産量増大によって栽培は激減した。雑穀の一種として、あまり高い価値を持っていなかったため、品種改良もほとんど行われず、そのため反収も低いままだった。1965年頃には食糧用としての栽培はほぼ消滅し、飼料用や緑肥で細々と栽培されるのみとなった。
しかし21世紀に入ると、雑穀の栄養素が健康面から見直される中で、モロコシの栽培も復活するところが出てきている。なお、日本におけるモロコシ栽培、特に穀物用のモロコシ栽培は、伝統品種をそのまま利用したものが多い。

## 貿易
モロコシの特徴として、主要生産国が主に主穀としての食糧自給用として生産する国家と、飼料としての生産を主とする国家に大きく分かれていることが挙げられる。前者はアフリカ諸国やインドなどが当てはまり、主要生産国中では2位のナイジェリアを筆頭に、3位のインド、5位のスーダン、6位のエチオピア、10位のブルキナファソ、12位のニジェール、14位のタンザニアが挙げられる。後者としては世界最大のモロコシ生産国であるアメリカ合衆国を筆頭に、4位のメキシコ、7位のオーストラリア、8位のアルゼンチン、9位のブラジル、11位の中国、13位のエジプトなどが挙げられる。このうち、自給用生産を旨とする前者のグループはほとんどモロコシを輸出しておらず、むしろアフリカ諸国は主要生産国も含めて大量にモロコシを輸入している。後者のグループは、ほぼ自国の国内で飼料や原料として消費するタイプと、余剰分を輸出へと振り向けられるタイプの2種類の国家に分けられる。モロコシを輸出に振り向けられるほど生産できる国家は非常に少なく、2010年には世界のモロコシ輸出量の62%をアメリカ合衆国が、21%をアルゼンチンが、13%をオーストラリアが占め、残りの諸国のモロコシ輸出量はわずか4%に過ぎず、事実上総輸出の96%を占めるこの上位3国によってモロコシ輸出はほぼ独占されている。
輸入量としてはメキシコが最も多く、次いで日本、チリと続く。日本では種子を毎年120万トン近く輸入し、このほぼ全量が濃厚飼料として使用される。ただし、飼料としての輸入量は2002年の147万トンから年ごとの増減が激しいものの毎年基本的には微減傾向にあり、2010年には122万トンにまで減少している。輸入国の内訳としては基本的にはアメリカからの輸入が最も多く、オーストラリア、アルゼンチン、中国と続くが、各国の作況によって輸入量に占めるパーセンテージは毎年大きく変動する。2010年度の輸入量はアルゼンチンが最も多く、54万6,000トンにのぼる。これに次ぐのがアメリカからの輸入で、51万1,000トンとなる。2008年と2009年には最大の輸入国であったオーストラリアは、15万8,000トンにとどまった。中国からの輸入は量も少ないうえ減少傾向にあり、2009年と2010年には全く輸入がなされなかった。なお、この4か国以外からのモロコシの輸入はほとんどなく、まったく存在しない年もあり、輸入がある年でもごく微量にとどまる。

## 利用

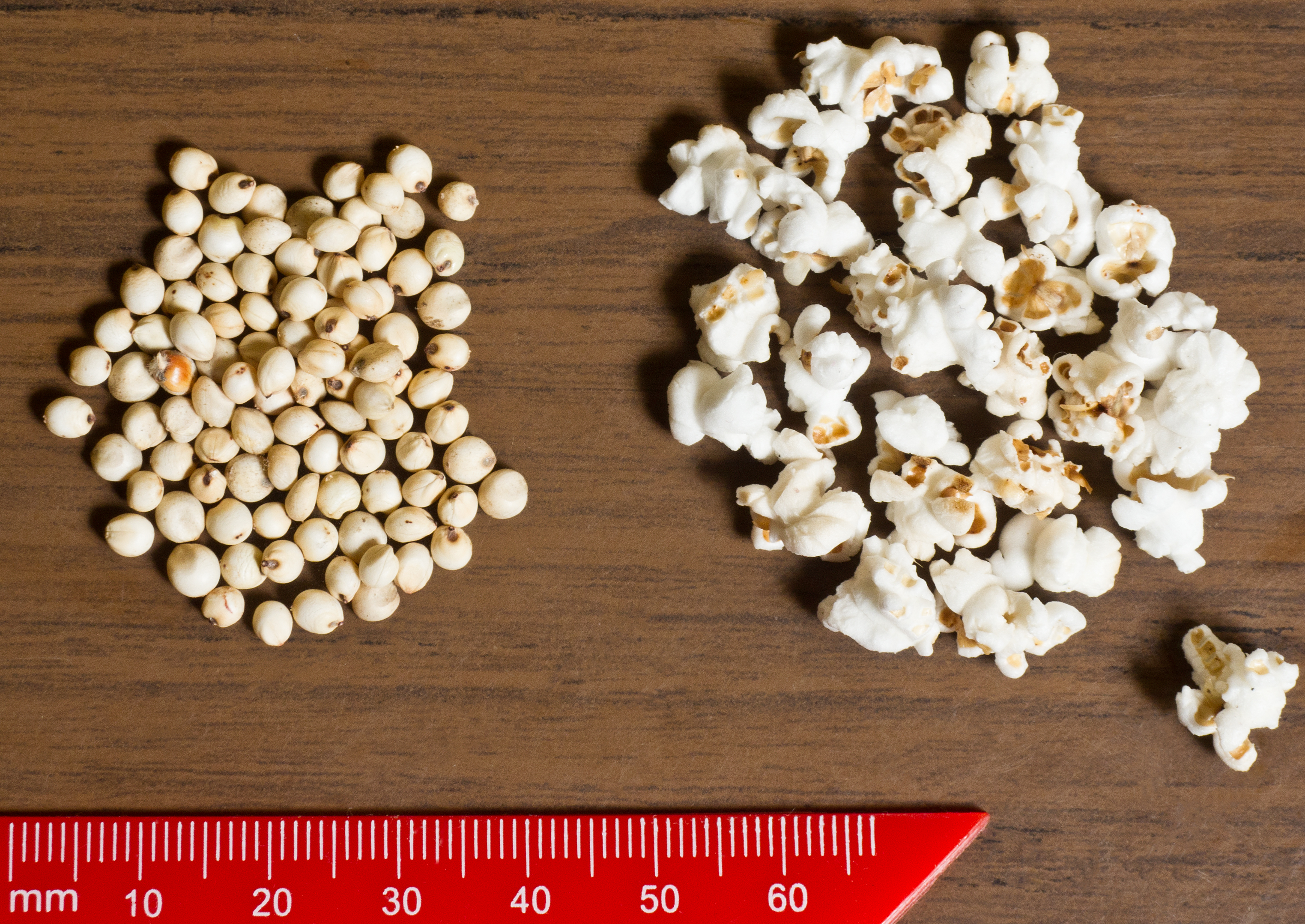
ソルガムの種子とポップ・ソルガム

### 食用

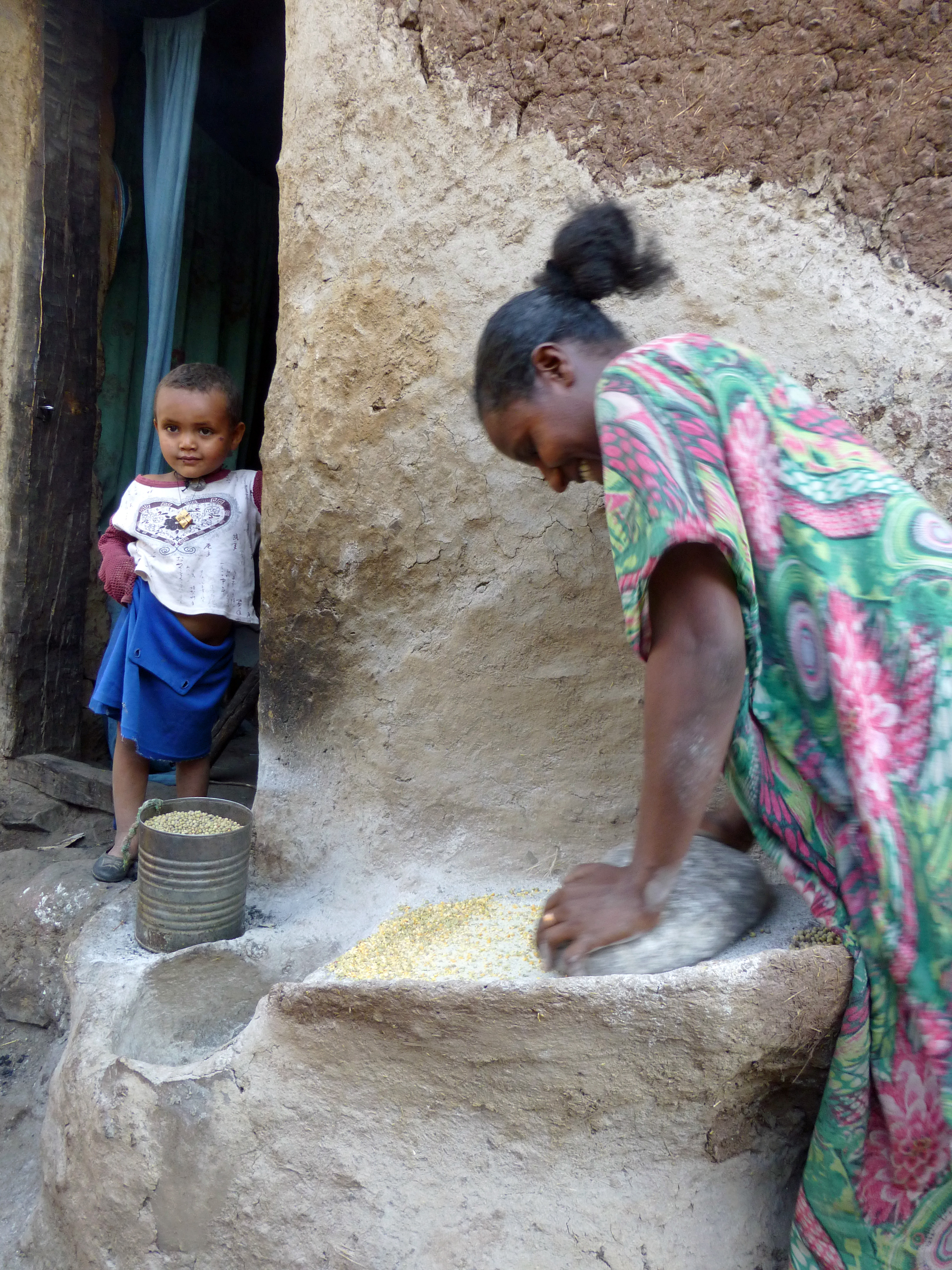
ソルガムを挽く一家（エチオピアのラリベラ）

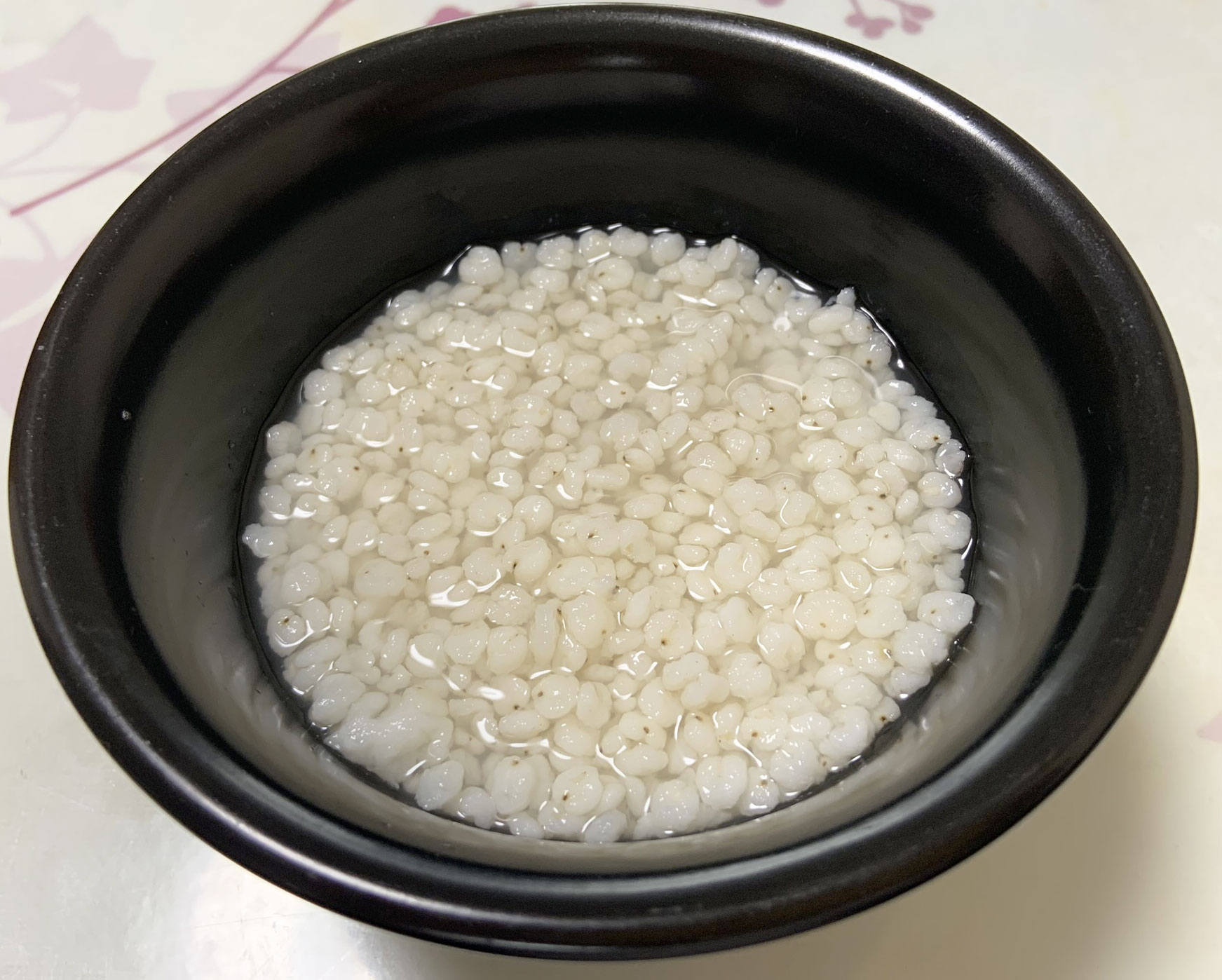
中国産の高粱の粥

モロコシの利用において最も重要なものは食用である。特にアフリカにおいては主食として重要な地位を持つ植物である。食べ方としては、臼などで挽いて粉にしたあと練って固めの粥状にして食べることが多い。アフリカの東部や南部で主食として広く食されるウガリは各種穀物の粉から作られるが、トウモロコシが伝来してくるまではウガリの主原料はモロコシであった。現代でも、トウモロコシを栽培していない地域のウガリはモロコシで作られることが主であり、トウモロコシ栽培地域でもモロコシで作られたウガリは一般的なものである。ボツワナにおいてはモロコシを元にしたウガリは「ボホペ」と呼ばれ、サワークリームやマヨネーズを入れて食されるが、トウモロコシを元とした「パパ」と呼ばれるウガリと共存している。ブルキナファソのモシ人においてはサガボと呼ばれ、マリでは「トー」と呼ばれるが、これも同様のものである。また、セネガルやマリなどではコムギの代わりにモロコシやトウジンビエを使用してクスクスが作られる。
インドにおいては、モロコシの主要な調理法はロティと呼ばれる非発酵のパンを作ることであるが、ほかにもそのまま粒食したり、揚げパンや蒸しパン、アフリカのように固粥にするなど多様な調理法が存在する。中国においては、米と同様に炊いたり粥にしたりする。かつては広く食用にされたが、タンニンを含むために食べにくく、最近では人気がない。
日本においては製粉が基本であり、練って食べる。糯性のモロコシは団子や餅などの材料として使用される。岩手県では伝統食としてタカキビを団子にしたへっちょこ団子や、コメとタカキビを混ぜたタカキビもちなどをつくり、おやつとして食べる。沖縄では伝統穀物として、紅芋などとともに餅に入れてムーチーにするなどして利用される。
かつては上記以外の栽培地域である日本や欧米諸国の一部など幅広い地域で食用とされてきたが、モロコシはおもに種皮にタンニンを多く含むため、精白を強めにしないと渋みが強くなる。この性質が嫌われ、インドやアフリカを除いては食用利用は衰退した。近年では健康意識の高まりから雑穀が先進国を中心に見直され、アメリカでタンニンを含まないホワイトソルガムが開発されるなど、復権に向けた動きもみられる。ホワイトソルガムはグルテンを含まないため、セリアック病患者のためのグルテン・フリー食材として使用される。ミート・ミレットという俗称の通り、肉に近い食感を持つため、日本でも雑穀利用の波に乗り、たかきびハンバーグなどのレシピが開発されている。

### 加工食品
また、モロコシから酒を作ることもできる。中国の蒸留酒である白酒はモロコシを原料としており、汾酒、五糧液、茅台酒などの銘酒も存在する。アフリカのモロコシ生産地域においても、各地でモロコシ酒は製造されているが、商業ベースではなくあくまでも村などで個人で作る地酒的なものがほとんどである。アフリカのモロコシ酒の製造法は、モロコシに水を吸わせて発芽させ、その発芽モロコシの酵素によって糖化させて作るというものであるが、この製法は原料は違うもののオオムギを原料とする一般的なビールと基本的には共通の手法であり、そのためこのモロコシ酒はモロコシ・ビールと呼ばれる。エチオピア南部のコンソ人は、モロコシを主としてトウモロコシと、まれにコムギを入れてチャガと呼ばれるビールを作り、これを主食としている。

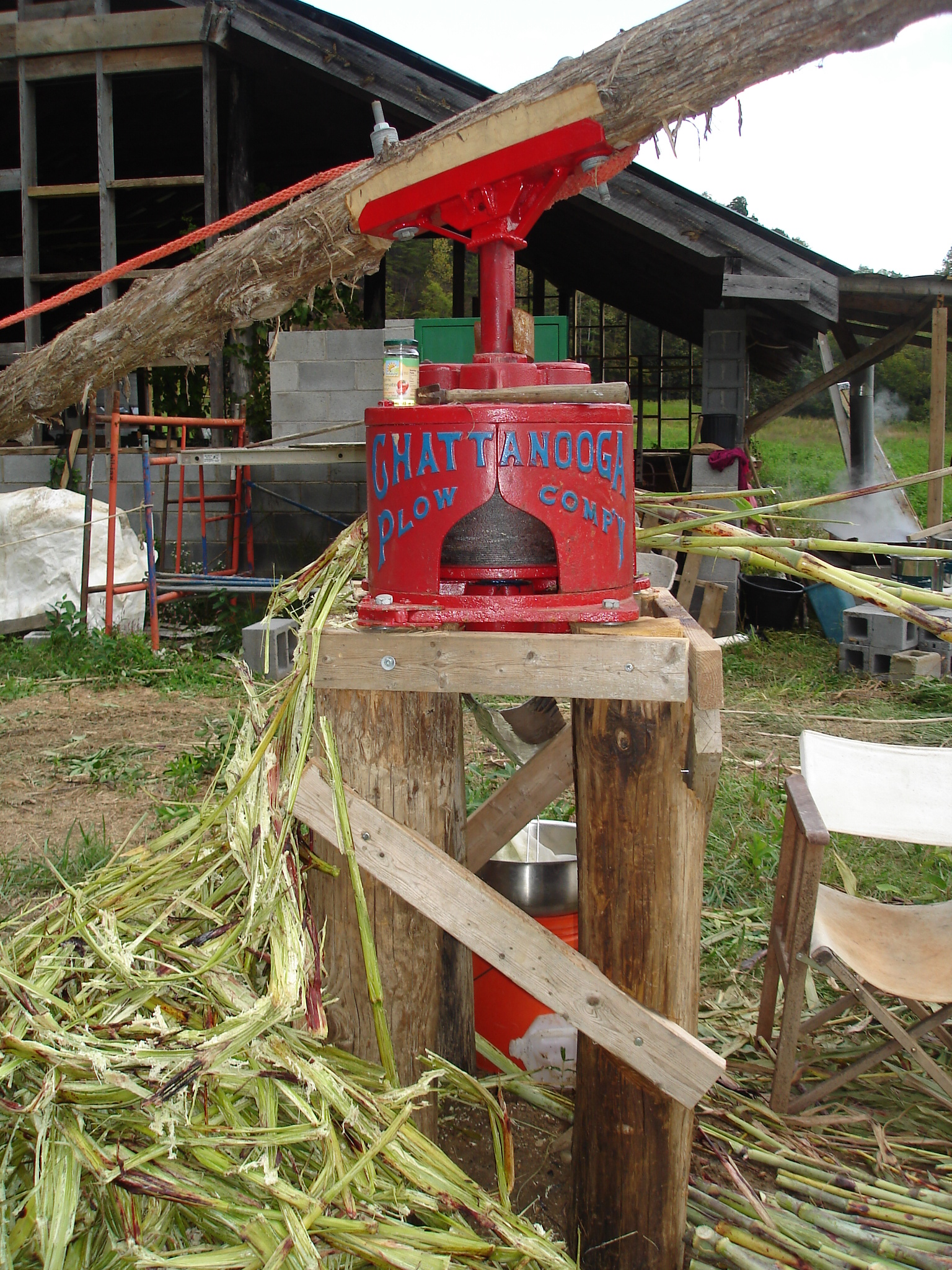
スイートソルガムを絞り、糖蜜とする（アメリカ合衆国ノースカロライナ州中央部）

モロコシのうち、糖分を多く含むものは総称してスイートソルガムと呼ばれる。スイートソルガムは甘味料の原料としてアメリカを中心に栽培されている。これを煮詰めてソルガムシュガー（ロゾク糖）をつくることもできるが、グルコースやフラクトースを多く含むため結晶化させにくく、結晶糖の収量としてはサトウキビやテンサイに劣るため、シロップの原料として使用されることが多い。近年ではバイオエタノールの原料としても多く利用されている。工業用デンプンの材料ともなっている。

### 飼料
モロコシは飼料としても重要であり、各国で飼料として使用される。種子の部分は穀物であるので濃厚飼料として使用し、茎や葉は牧草として粗飼料となる。とくに飼料としての消費量が多いのはアメリカやメキシコ、オーストラリアなどであり、日本でも広く使用される。
ただしモロコシを含むモロコシ属のいくつかの種は、成長の初期にシアン化水素、ホルデニン、硝酸塩などの有毒物質を致死量含むことがあるので注意が必要である。さらに成長した個体でも、ストレスを受けるとかなりの量のシアン化物を作ることがある。日本など各地でセイバンモロコシが飼料用として使用されなくなったのは、この性質による。ただし青酸などこれらの毒素は青草に含まれるものであり、成長につれて毒素の量は減少していく。成長のほか、乾燥させても青酸は減少するため、牧草として青刈した場合は十分に乾燥させれば危険性はほぼなくなり、干し草に危険性はほとんどない。

### その他

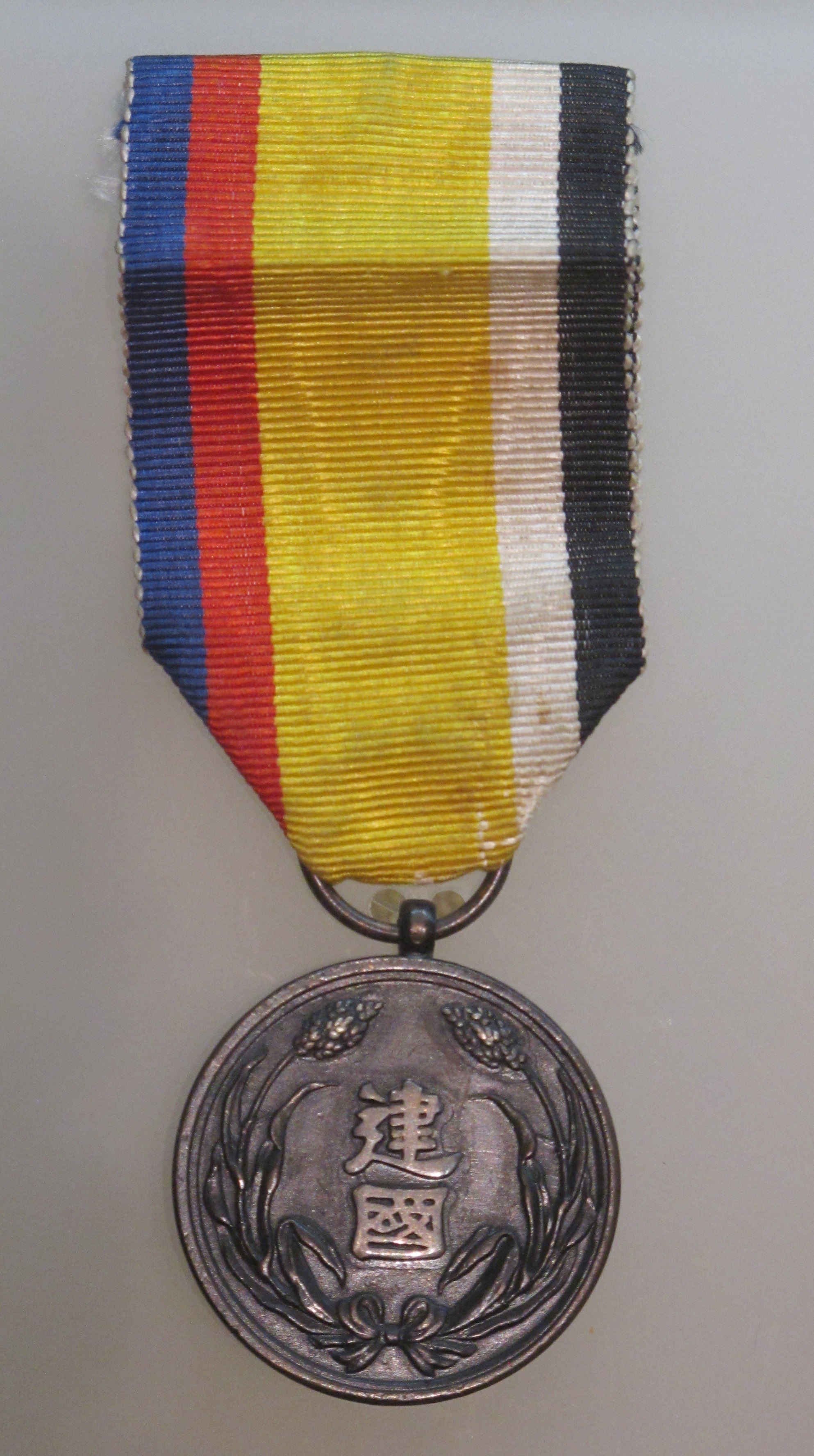
高粱をあしらった満州国の建国功労章

モロコシは箒の材料として世界各地で広く使用され、箒専用の品種群も存在する。日本においても箒専用種がホウキモロコシと呼ばれて古くから栽培されており、21世紀に入っても関東地方において少量が生産されている。茎は壁材などとしても利用される。原産地であるアフリカにおいては、収穫後の茎や葉は燃料や飼料として使用するなどし、基本的には余すところなく利用される。また収穫後の茎も装飾的な木工製品を作るための材料となり、KIREI BOARDのブランドは特に有名である。
また、最近ではカドミウムをはじめとする重金属の吸着に優れている性質を利用して、イネやエンバクとともにカドミウムによる土壌汚染の修復（バイオレメディエーション）に利用される。
堆肥が利用できない場合において、モロコシを土に鋤きこみ緑肥として使用することもできる。
満州国では国花に指定されていた。1933年（大同2年）4月に決定されたとの記録がある。